# Jaume Ferrer i Parpal
Jaume Ferrer i Parpal (Maó, 11 de febrer de 1817 - 25 d'octubre de 1897) va ser un metge, gramàtic i lexicògraf menorquí.
Cursà medicina a la Universitat de Barcelona i exercí com a metge as Mercadal i a Maó. Fou regidor de Maó el 1854 i el 1864 i col·laborà en diverses publicacions mèdiques (El Porvenir Médico, La Unión Médica, El Divino Valle) i a la Revista de Menorca, i va també dirigir el periòdic Es Menurquí, que es publicà de juny a setembre de 1891, i novembre de 1892.
S'interessà per l'estudi de la llengua, particularment la varietat menorquina del català, fet que el portà a escriure diverses obres sobre el menorquí en una ortografia de base fonètica: Quertille des dielècte menurqui (1858), Tratado de lectura del dialecto menorquin (1870), Tratado de analogia del dialecto menorquin (1872) i el Diccionario menorquín-castellano (1883-1887) en dos volums, que ha estat estudiat per Gemma Ferrer. En tota la seva obra lingüística es mostrà partidari del secessionisme lingüístic, per bé que les propostes que feu no tingueren èxit a l'època, i una fortuna posterior pràcticament inexistent fora de l'interès acadèmic.